# 包絡線定理
包絡線定理（ほうらくせんていり、英: envelope theorem）とは、数学および経済学においてパラメータ付き最適化問題の価値関数の微分可能性に関する重要な結果である。目的関数のパラメータを変更する際、包絡定理は、ある意味で最適化された変数の変化が目的関数の変化に寄与しないことを示す。包絡定理は最適化モデルの比較静学における重要なツールである。
「包絡」という用語は、価値関数のグラフが、最適化される関数族 {\displaystyle \left\{f\left(x,\cdot \right)\right\}_{x\in X}} のグラフの「上包絡線（upper envelope）」として記述されることに由来する。

## 定式化
{\displaystyle f(x,\alpha )} および {\displaystyle g_{j}(x,\alpha ),j=1,2,\ldots ,m} を {\displaystyle \mathbb {R} ^{n+l}} 上で実数値かつ連続的に微分可能関数とし、{\displaystyle x\in \mathbb {R} ^{n}} を選択変数、{\displaystyle \alpha \in \mathbb {R} ^{l}} をパラメータとして、次の問題を考える：
{\displaystyle \max _{x}f(x,\alpha )} ただし {\displaystyle g_{j}(x,\alpha )\geq 0,j=1,2,\ldots ,m} および {\displaystyle x\geq 0}。
この問題のラグランジュ関数は次のように表される：
{\displaystyle {\mathcal {L}}(x,\lambda ,\alpha )=f(x,\alpha )+\lambda \cdot g(x,\alpha )}
ここで {\displaystyle \lambda \in \mathbb {R} ^{m}} はラグランジュ乗数である。{\displaystyle x^{\ast }(\alpha )} と {\displaystyle \lambda ^{\ast }(\alpha )} を目的関数 f を制約条件のもとで最大化する解（すなわちラグランジュ関数の鞍点）とし、
{\displaystyle {\mathcal {L}}^{\ast }(\alpha )\equiv f(x^{\ast }(\alpha ),\alpha )+\lambda ^{\ast }(\alpha )\cdot g(x^{\ast }(\alpha ),\alpha ),}
とおく。このとき価値関数を
{\displaystyle V(\alpha )\equiv f(x^{\ast }(\alpha ),\alpha ).}
と定義する。このとき次の定理が成り立つ。
定理： {\displaystyle V} および {\displaystyle {\mathcal {L}}} が連続的に微分可能であると仮定する。このとき
{\displaystyle {\frac {\partial V(\alpha )}{\partial \alpha _{k}}}={\frac {\partial {\mathcal {L}}^{\ast }(\alpha )}{\partial \alpha _{k}}}={\frac {\partial {\mathcal {L}}(x^{\ast }(\alpha ),\lambda ^{\ast }(\alpha ),\alpha )}{\partial \alpha _{k}}},k=1,2,\ldots ,l}
ここで {\displaystyle \partial {\mathcal {L}}/\partial \alpha _{k}=\partial f/\partial \alpha _{k}+\lambda \cdot \partial g/\partial \alpha _{k}} である。

## 任意の選択集合に対する拡張
ポール・ミルグロムとイリヤ・セガールは、従来の包絡公式が、選択集合や目的関数が凸集合性や位相的性質を欠く場合にも、価値関数の微分可能点において成立することを示した。目的関数がパラメータについて微分可能であれば次が成り立つ。
定理1： {\displaystyle t\in \left(0,1\right)} および {\displaystyle x\in X^{\ast }\left(t\right)} とする。もし {\displaystyle V^{\prime }\left(t\right)} と {\displaystyle f_{t}\left(x,t\right)} がともに存在するならば、包絡公式（3）が成り立つ。
証明の要旨： 式（1）より {\displaystyle x\in X^{\ast }\left(t\right)} に対し、
{\displaystyle \max _{s\in \left[0,1\right]}\left[f\left(x,s\right)-V\left(s\right)\right]=f\left(x,t\right)-V\left(t\right)=0}
が成り立つ。この表示された最大化問題の目的関数は {\displaystyle s=t} において微分可能であり、その一階条件がまさに式（3）である。

### 絶対連続性
価値関数の微分可能性には一般に強い仮定が必要であるが、多くの応用では絶対連続性、ほぼ至る所での微分可能性、あるいは左右微分可能性といったより弱い条件で十分である。特に、ポール・ミルグロムとイリヤ・セガールの定理2は、価値関数 {\displaystyle V} が絶対連続であるための十分条件を与えている。
定理2： {\displaystyle f(x,\cdot )} がすべての {\displaystyle x\in X} に対して絶対連続であると仮定する。また、可積分な関数 {\displaystyle b:[0,1]\rightarrow \mathbb {R} _{+}} が存在し、{\displaystyle |f_{t}(x,t)|\leq b(t)} がすべての {\displaystyle x\in X} とほとんどすべての {\displaystyle t\in \lbrack 0,1]} に対して成り立つとする。このとき {\displaystyle V} は絶対連続である。さらに、{\displaystyle f(x,\cdot )} がすべての {\displaystyle x\in X} に対して微分可能であり、{\displaystyle X^{\ast }(t)\neq \varnothing } がほとんど至る所で成り立つならば、任意の選択 {\displaystyle x^{\ast }(t)\in X^{\ast }(t)} に対して次が成り立つ：
証明の要旨： 任意の {\displaystyle t^{\prime },t^{\prime \prime }\in \lbrack 0,1]} について {\displaystyle t^{\prime }<t^{\prime \prime }} のとき、
{\displaystyle |V(t^{\prime \prime })-V(t^{\prime })|\leq \sup _{x\in X}|f(x,t^{\prime \prime })-f(x,t^{\prime })|=\sup _{x\in X}\left\vert \int _{t^{\prime }}^{t^{\prime \prime }}f_{t}(x,t)dt\right\vert \leq \int _{t^{\prime }}^{t^{\prime \prime }}\sup _{x\in X}|f_{t}(x,t)|dt\leq \int _{t^{\prime }}^{t^{\prime \prime }}b(t)dt.}
これより {\displaystyle V} は絶対連続であることが分かる。したがって、{\displaystyle V} はほとんど至る所で微分可能であり、式（3）を用いることで式（4）が導かれる。
この結果は、価値関数の「滑らかさ」に関するよくある誤解を払拭する。すなわち、価値関数が適切な性質を持つために、最適解自体が対応する滑らかさを持つ必要はない。定理2は、最適解が不連続であっても価値関数が絶対連続であることを保証する。
さらに、ポール・ミルグロムとイリヤ・セガールの定理3は、族 {\displaystyle \left\{f\left(x,\cdot \right)\right\}_{x\in X}} が {\displaystyle t_{0}\in \left(0,1\right)} において絶対連続であり、かつ {\displaystyle f_{t}\left(X^{\ast }\left(t\right),t_{0}\right)} が {\displaystyle t=t_{0}} において単値かつ連続であるならば、最適解が {\displaystyle t_{0}} において微分可能でなくとも価値関数が {\displaystyle t_{0}} で微分可能であり、包絡公式（3）が成り立つことを示す。これは、制約集合の境界条件がパラメータに応じて変化するような場合（例：不等式制約集合において有効制約の集合が変化する場合）にも適用できる。

## 応用

### 生産者理論への応用
定理1は、利潤関数が微分可能な点においてホテリングの補題が成り立つことを意味し、定理2は生産者余剰の公式を意味する。形式的には、価格受容的企業の間接利潤関数を {\displaystyle \pi \left(p\right)} とし、その生産集合を {\displaystyle X\subseteq \mathbb {R} ^{L}}、価格を {\displaystyle p\in \mathbb {R} ^{L}} とする。このとき企業の供給関数を {\displaystyle x^{\ast }\left(p\right)} とすると、
{\displaystyle \pi (p)=\max _{x\in X}p\cdot x=p\cdot x^{\ast }\left(p\right)}
が成り立つ。ここで {\displaystyle t=p_{i}}（財 {\displaystyle i} の価格）とし、その他の財の価格を {\displaystyle p_{-i}\in \mathbb {R} ^{L-1}} に固定する。定理1を {\displaystyle f(x,t)=tx_{i}+p_{-i}\cdot x_{-i}} に適用すると、{\displaystyle {\frac {\partial \pi (p)}{\partial p_{i}}}=x_{i}^{\ast }(p)}（企業の財 {\displaystyle i} の最適供給量）が得られる。さらに、{\displaystyle p_{i}} を有界区間に制限すれば定理2の仮定が満たされるため、
{\displaystyle \pi (t,p_{-i})-\pi (0,p_{-i})=\int _{0}^{p_{i}}x_{i}^{\ast }(s,p_{-i})ds}
が成り立ち、すなわち生産者余剰 {\displaystyle \pi (t,p_{-i})-\pi (0,p_{-i})} は企業の供給曲線の下側の積分として得られる。

### メカニズムデザイン・オークション理論への応用
エージェントの効用関数 {\displaystyle f(x,t)} が選択肢 {\displaystyle x\in {\bar {X}}} とタイプ {\displaystyle t\in \lbrack 0,1]} に依存するとする。{\displaystyle X\subseteq {\bar {X}}} を、メカニズムにおいて異なるメッセージを送信することで得られる可能な結果の「メニュー」とする。このときエージェントのメカニズムにおける均衡効用 {\displaystyle V(t)} は式(1)で与えられ、均衡結果の集合 {\displaystyle X^{\ast }(t)} は式(2)で与えられる。任意の選択 {\displaystyle x^{\ast }(t)\in X^{\ast }(t)} はメカニズムによって実装される選択ルールである。もし効用関数 {\displaystyle f(x,t)} がすべての {\displaystyle x\in Y} に対して {\displaystyle t} で微分可能かつ絶対連続であり、かつ {\displaystyle \sup _{x\in {\bar {X}}}|f_{t}(x,t)|} が {\displaystyle [0,1]} で可積分であれば、定理2より任意の選択ルール {\displaystyle x^{\ast }} を実装するメカニズムにおいてエージェントの均衡効用 {\displaystyle V} は積分条件(4)を満たす。
この積分条件(4)は、連続的なタイプ空間を持つメカニズムデザイン問題の分析において重要な役割を果たす。特に、Myerson (1981) による単一財オークションの分析では、1人の入札者の結果を {\displaystyle x=\left(y,z\right)}（{\displaystyle y} は財を得る確率、{\displaystyle z} は期待支払額）と表し、入札者の期待効用を {\displaystyle f\left(\left(y,z\right),t\right)=ty-z} と書ける。この場合、入札者の最小タイプを {\displaystyle {\underline {t}}} とすると、積分条件(4)は
{\displaystyle V(t)-V({\underline {t}})=\int _{0}^{t}y^{\ast }(s)ds}
の形をとる。この式は、生産技術がオークションで定義される企業が、数価 {\displaystyle z} を確率 {\displaystyle y} のオブジェクト取得に変換し、財を固定価格 {\displaystyle t} で再販売する場合の生産者余剰公式として解釈できる。この条件から、Myerson (1981) の著名な収入同値定理が導かれる。すなわち、入札者が独立私的価値を持つオークションで得られる期待収入は、すべてのタイプ {\displaystyle t} に対するオブジェクト取得確率 {\displaystyle y^{\ast }\left(t\right)} および最小タイプの期待効用 {\displaystyle V({\underline {t}})} によって完全に決定される。この条件はMyerson (1981) による最適オークションの分析においても中心的な役割を果たす。
包絡定理のメカニズムデザインへの応用としては、Mirrlees (1971)、Holmstrom (1979)、LaffontとMaskin (1980)、RileyとSamuelson (1981)、FudenbergとTirole (1991)、Williams (1999)などがある。これらの研究では、包絡定理を区分的に連続微分可能な選択ルールに限定して利用しているが、最適な選択ルールが必ずしも区分的連続微分可能でない場合もある（例：Myerson (1991) 第6.5章で述べられる線形効用を持つ取引問題）。その場合でも積分条件(3)は成立し、Holmstromの補題、Myersonの補題、収入同値定理、Green–Laffont–Holmstromの定理、Myerson–Satterthwaiteの非効率性定理、Jehiel–Moldovanuの不可能性定理、McAfee–McMillanのカルテル弱定理、Weberのマルチンゲール定理 などが導かれる。これらの応用の詳細はMilgrom (2004) 第3章で詳述されており、オークション理論およびメカニズムデザイン分析において、包絡定理と需要理論の諸概念を基礎とした統一的枠組みが提示されている。

### 多次元パラメータ空間への応用
多次元パラメータ空間 {\displaystyle T\subseteq \mathbb {R} ^{K}} に対して、定理1は価値関数の偏微分および方向微分に適用できる。もし目的関数 {\displaystyle f} と価値関数 {\displaystyle V} が {\displaystyle t} に関して全微分可能であれば、定理1より勾配に関する包絡公式 {\displaystyle \nabla V\left(t\right)=\nabla _{t}f\left(x,t\right)} が {\displaystyle x\in X^{\ast }\left(t\right)} について成り立つ。価値関数の全微分可能性を保証するのが難しい場合でも、定理2はパラメータ値 {\displaystyle t_{0}} と {\displaystyle t} を結ぶ任意の滑らかな経路に沿って適用できる。具体的には、{\displaystyle f(x,\cdot )} がすべての {\displaystyle x\in X} に対して微分可能であり、{\displaystyle |\nabla _{t}f(x,t)|\leq B} が {\displaystyle x\in X,} {\displaystyle t\in T} に対して成り立つと仮定する。{\displaystyle t_{0}} から {\displaystyle t} への滑らかな経路は、{\displaystyle \gamma :\left[0,1\right]\rightarrow T} で表され、{\displaystyle \gamma \left(0\right)=t_{0}}、{\displaystyle \gamma \left(1\right)=t} を満たす微分可能写像である。このとき定理2より、価値関数の変化は目的関数の偏勾配の線積分として表される：
{\displaystyle V(t)-V(t_{0})=\int _{\gamma }\nabla _{t}f(x^{\ast }(s),s)\cdot ds.}
特に {\displaystyle t=t_{0}} の場合、この結果は任意の閉曲線経路 {\displaystyle \gamma } に沿った循環積分がゼロであることを意味する：
{\displaystyle \int \nabla _{t}f(x^{\ast }(s),s)\cdot ds=0.}
この「可積分条件」は、多次元タイプを持つメカニズムデザインにおいて重要な役割を果たし、メカニズムによって実現可能な選択ルール {\displaystyle x^{\ast }} の制約を与える。生産者理論への応用では、{\displaystyle x\in X\subseteq \mathbb {R} ^{L}} を企業の生産ベクトル、{\displaystyle t\in \mathbb {R} ^{L}} を価格ベクトルとし、{\displaystyle f\left(x,t\right)=t\cdot x} とすると、この可積分条件は任意の合理的な供給関数 {\displaystyle x^{\ast }} が次を満たすことを意味する：
{\displaystyle \int x^{\ast }(s)\cdot ds=0.}
{\displaystyle x^{\ast }} が連続微分可能な場合、この可積分条件は代替効果行列 {\displaystyle \left(\partial x_{i}^{\ast }\left(t\right)/\partial t_{j}\right)_{i,j=1}^{L}} の対称性と同値である（消費者理論においては、支出最小化問題に適用することでスルツキー行列の対称性が得られる）。

### パラメータ依存制約への応用
次に、実現可能集合 {\displaystyle X\left(t\right)} がパラメータに依存する場合を考える：
{\displaystyle V(t)=\sup _{x\in X\left(t\right)}f(x,t)}
{\displaystyle X^{\ast }(t)=\{x\in X\left(t\right):f(x,t)=V(t)\}}
ここで {\displaystyle X\left(t\right)=\left\{x\in X:g\left(x,t\right)\geq 0\right\}} とする。{\displaystyle X} が凸集合であり、{\displaystyle f} と {\displaystyle g} が {\displaystyle x} に関して凹関数で、すべての {\displaystyle t\in \left[0,1\right]} に対して {\displaystyle g\left({\hat {x}},t\right)>0} となる {\displaystyle {\hat {x}}\in X} が存在すると仮定する。この場合、この制約付き最適化問題は鞍点問題として表現できる。すなわち、ラグランジュ関数 {\displaystyle L\left(x,\lambda ,t\right)=f(x,t)+\lambda \cdot g\left(x,t\right)} を用い、{\displaystyle \lambda \in \mathbb {R} _{+}^{K}} を鞍点のためのラグランジュ乗数とする。この設定にポール・ミルグロムとイリヤ・セガールの定理4が適用できる。特に、{\displaystyle X} がノルム線形空間におけるコンパクト集合であり、{\displaystyle f} と {\displaystyle g} が {\displaystyle x} について連続であり、{\displaystyle f_{t}} と {\displaystyle g_{t}} が {\displaystyle \left(x,t\right)} について連続であると仮定すると、ラグランジュ関数の鞍点 {\displaystyle \left(x^{\ast }(t),\lambda ^{\ast }\left(t\right)\right)} に対して、{\displaystyle V} は絶対連続であり次が成り立つ：
{\displaystyle V(t)=V(0)+\int _{0}^{t}L_{t}(x^{\ast }(s),\lambda ^{\ast }\left(s\right),s)ds.}
特に {\displaystyle f\left(x,t\right)} が {\displaystyle t} に依存せず、{\displaystyle K=1} かつ {\displaystyle g\left(x,t\right)=h\left(x\right)+t} の場合、{\displaystyle V^{\prime }(t)=\lambda ^{\ast }\left(t\right)} がほとんど至る所で成り立ち、このラグランジュ乗数 {\displaystyle \lambda ^{\ast }\left(t\right)} は制約の「シャドー・プライス」を意味する。

### その他の応用
ポール・ミルグロムとイリヤ・セガールの結果は、包絡定理の一般化が凸最適化、連続最適化問題、鞍点問題、および最適停止問題にも応用できることを示している。